# Hillsong United

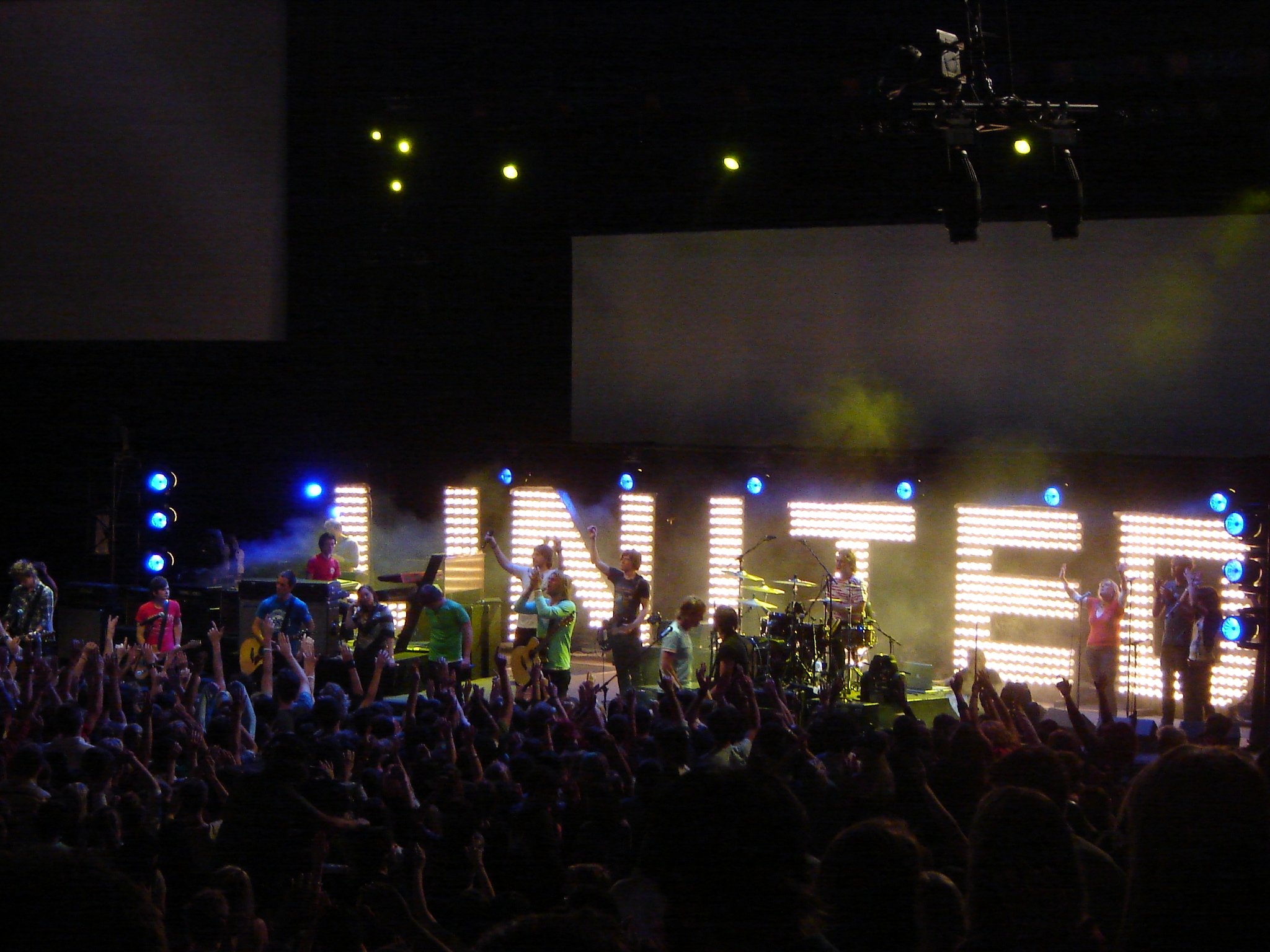
Hillsong united

Hillsong United is een Australische christelijke rock- en praiseband, onder meer verbonden met de Hillsongkerk in Sydney (New South Wales). De muziek van de band bestaat uit een mix van praise- en worshipmuziek, met een eigentijdse mix van christelijke en 'mainstream rock'muziek. De directe doelgroep was christelijke jeugd. Met de komst van Hillsong Young and Free als opvolger is de band meer zijn eigen koers gaan varen en niet meer specifiek op jongeren gericht. Op het album Zion uit 2013 werd de sound meer verlegd richting Synthpop.

## Ontstaan
De band begon toen de jeugdafdeling van de Hillsong Pinkstergemeente in 1999 een band oprichtte genaamd "United Live". De band is opgericht om het evangelie van Jezus Christus over te brengen. De band werd geleid door de Hillsongaanbiddingsleiders Reuben Morgan en Marty Sampson. Morgan geniet bekendheid in de christelijke muziekindustrie. Mede door het werk van Darlene Zschech bracht de band in 1999 zijn eerste album genaamd "Everyday" uit. Na nog drie albums te hebben gemaakt, veranderde de naam in "Hillsong United". Tegenwoordig staat Hillsong United onder leiding van Joel Houston. Brooke Fraser heeft ook een periode bij Hillsong United gezongen en gespeeld. Uit die periode stamt ook de door haar geschreven track "Hosanna" die in het Nederlands vertaald is opgenomen in de Opwekkingsliederen bundel.
Hillsong United is in verschillende landen succesvol. Zo was het album "United We Stand" in 2006 het bestverkochte album in de Canadese christelijke muziekindustrie.

## Hillsong United in Nederland
Op 14 juni 2006 trad Hillsong United op in de Uithof in Den Haag. 
Op zaterdag 15 september 2007 trad Hillsong United op op de Dam en in het Olympisch Stadion in Amsterdam tijdens de viering van 100 jaar pinksterbeweging.
Tijdens de stemweken voorafgaand aan de negende Top 2000 van 2007 op Radio 2 werd bekend dat het nummer Tell the world zuiver door lobbywerk in de top 10 zou eindigen en is besloten dit nummer uit de lijst te schrappen.
Op 5 juni 2010 trad Hillsong United op tijdens de EO-Jongerendag in het GelreDome te Arnhem.

## Film
Op 4 november 2009 ging de documentairefilm "I heart: We're all in this together" in bioscopen in Canada en de Verenigde Staten in premiere. Deze film gaat over het ontstaan van de band en hoe zijn bekendheid een hoge vlucht nam.

## Discografie
- 1999: Everyday
- 2000: Best Friend
- 2001: King Of Majesty
- 2002: To The Ends of the Earth
- 2004: More Than Life
- 2005: Look To You'
- 2006: United We Stand
- 2007: All Of The Above
- 2007: In A Valley By The Sea (concertopname)
- 2008: The I Heart Revolution, With Hearts as One – (concertopname, dubbelalbum)
- 2009: a_CROSS//the_EARTH :: Tear Down The Walls
- 2011: Aftermath
- 2012: Live in Miami – (concertopname)
- 2013: Zion
- 2014: The White Album – (remix project)
- 2015: Empires
- 2016: Of Dirt And Grace (Live From The Land)
- 2017: Wonder
- 2019: People